# 소니 NEX-5T
소니 NEX-5T는 2013년 9월 13일출시된  소니 E마운트 미러리스 렌즈 교환식 카메라이다. 소니 NEX-5R의 후속이며 DSC-RX100 Mark II에 이어 두번째로 NFC 기능을 탑재했다. 이를 이용해 스마트폰과 연동하여 원격 터치 및 원터치 공유 기능을 이용할 수 있으며, 액정 또한 변경되었다. 다만 이 외에는 NEX-5R과 같다.

## 같이 보기
- 소니 알파 NEX-5
- 소니 NEX-7